# Che - Guerrilla
Guerrilla is een biografische dramafilm over Che Guevara van regisseur Steven Soderbergh. De film verscheen in 2008 als vervolg op of als tweede deel van The Argentine. De twee films heten ook wel Che: Part One en Che: Part Two.
Soderbergh werd voor beide films samen genomineerd voor de Gouden Palm op het Filmfestival van Cannes, waar hoofdrolspeler Benicio del Toro daadwerkelijk de prijs voor beste acteur kreeg (ook voor beide titels samen).

## Verhaal
Guerrilla speelt zich af in december 1964, drie jaar voor de dood van Ernesto 'Che' Guevara (Del Toro). In de film is te zien hoe de Cubaanse revolutionair New York bezoekt om er te praten met vertegenwoordigers van de Verenigde Naties. Voorafgaand aan zijn bezoek aan de Verenigde Staten verbleef hij voor een periode van drie maanden in Afrika, waar hij in acht verschillende landen probeerde zijn gedachten en visie te verspreiden.

## Rolverdeling
- Benicio del Toro - Ernesto 'Che' Guevara
- Carlos Bardem - Moisés Guevara
- Demián Bichir - Fidel Castro
- Joaquim de Almeida - President René Barrientos
- Pablo Durán - Pacho
- Eduard Fernández - Ciro Algarañaz
- Marc-André Grondin - Régis Debray
- Óscar Jaenada - Darío
- Kahlil Mendez - Urbano
- Cristian Mercado - Inti
- Jordi Mollà - Captain Mario Vargas
- Gastón Pauls - Ciros Bustos
- Antonio Peredo - Coco
- Jorge Perugorría - Joaquin
- Lou Diamond Phillips - Mario Monje
- Franka Potente - Tania
- Catalina Sandino Moreno - Aleida March
- Matt Damon - Schwartz
- Rodrigo Santoro - Raúl Castro
- Yul Vazquez - Alejandro Ramírez

## Trivia
- Regisseur Steven Soderbergh en acteurs Benicio Del Toro en Yul Vazquez werkten eerder samen aan de film Traffic.
- Guerrilla is het vervolg op de film The Argentine.